# Morris-féreg
A Morris-féreg az első ismert számítógépes féreg, amelyet a Cornell Egyetem egyik hallgatója, Robert Tappan Morris, Jr. készített kísérleti célból, 1988 novemberében. 
A 99 soros szoftverkódot tartalmazó károkozó Unix-alapú VAX és Sun számítógépeket fertőzött meg. Az internet akkoriban mindössze 60 000 számítógépből állt, és csak katonai szervezetek és egyetemek csatlakoztak rá. Az elszabadult féreg megfertőzte az összekapcsolt gépeket és ugródeszkaként használta őket a további terjedéshez, ami végül az egész rendszer lelassulásához vezetett. Ez volt az első olyan program, amely kifejezetten a rendszerek hiányosságaira épített. A rendszerek üzemeltetői tisztában voltak a rendszer biztonsági réseivel, de senki sem gondolta, hogy komoly veszélyt jelentenének. Többfajta rést is kiaknázott egyszerre: a sendmail (levelezőszerver) programba épített „hibakereső” funkción, mint hátsó ajtón keresztül parancsokat lehetett végrehajtani a megtámadott gépen, annak a felhasználónak a jogosultságaival, aki a levelezőszervert indította. Mivel ez a rendszergazda volt, ezért minden olyan gépen, amelyen a megfelelő rést tartalmazó sendmail futott, a program könnyen jutott rendszergazdai jogosultsághoz. Emellett kihasználta azt is, hogy a gépek „megbíznak egymásban”, azaz egyes gépek azonosítás nélkül beengedtek más, „megbízhatónak” gondolt gépekről felhasználókat (például a rendszergazdát). A féreg itt megszemélyesítette a „bizalmat élvező” felhasználókat, így minden gond nélkül bejutott ezekre a gépekre is. De vitt magával egy 432 szóból álló szótárat is, amelyet arra használt, hogy ha a felsorolt módszerek nem váltak be, akkor felhasználónév/jelszó párokkal próbálkozott, megkísérelte kitalálni őket. Amikor bejutott egy gépre, ott azonnal nekilátott, hogy megvesse lábát: saját forráskódját minden rendszeren lefordította (így elkerülte a bináris inkompatibilitás problémáját), és nekilátott újabb célpontokat keresni, majd indult a folyamat az elejéről.
A Morris-féreg készítőjét szokatlan kísérletéért végül felfüggesztett szabadságvesztésre és közmunkára ítélték, valamint tízezer dolláros bírságot róttak ki rá.